# Dienstgrade der albanischen Streitkräfte
Dieser Artikel behandelt die Dienstgradabzeichen der albanischen Streitkräfte der Gegenwart.

## Heer

### Offiziere
| Offiziere (Oficerët)    | Offiziere (Oficerët)  | Offiziere (Oficerët)  | Offiziere (Oficerët)  | Offiziere (Oficerët)          | Offiziere (Oficerët)          | Offiziere (Oficerët)          | Offiziere (Oficerët)                         | Offiziere (Oficerët)                         | Offiziere (Oficerët)                         | Offiziere (Oficerët) |
| Dienstgradgruppe        | Generale (Gjeneralët) | Generale (Gjeneralët) | Generale (Gjeneralët) | Stabsoffiziere (Oficer Stafi) | Stabsoffiziere (Oficer Stafi) | Stabsoffiziere (Oficer Stafi) | Hauptleute / Leutnante (Kapitenët / Togerët) | Hauptleute / Leutnante (Kapitenët / Togerët) | Hauptleute / Leutnante (Kapitenët / Togerët) |                      |
| ----------------------- | --------------------- | --------------------- | --------------------- | ----------------------------- | ----------------------------- | ----------------------------- | -------------------------------------------- | -------------------------------------------- | -------------------------------------------- | -------------------- |
| Schulterklappe          |                       |                       |                       |                               |                               |                               |                                              |                                              |                                              |                      |
| Dienstgrad              | Gjeneral Lejtant      | Gjeneral Major        | Gjeneral Brigade      | Kolonel                       | Nënkolonel                    | Major                         | Kapiten                                      | Toger                                        | Nëntoger                                     |                      |
| Dienstgrad (Bundeswehr) | Generalleutnant       | Generalmajor          | Brigadegeneral        | Oberst                        | Oberstleutnant                | Major                         | Hauptmann                                    | Oberleutnant                                 | Leutnant                                     |                      |
| NATO-Rangcode           | OF-8                  | OF-7                  | OF-6                  | OF-5                          | OF-4                          | OF-3                          | OF-2                                         | OF-1                                         | OF-1                                         |                      |

### Unteroffiziere und Mannschaften
| Dienstgradgruppe        | Unteroffiziere (Nënoficerët) | Unteroffiziere (Nënoficerët) | Unteroffiziere (Nënoficerët) | Unteroffiziere (Nënoficerët) | Unteroffiziere (Nënoficerët) | Mannschaften   | Mannschaften  | Mannschaften | Mannschaften |
| ----------------------- | ---------------------------- | ---------------------------- | ---------------------------- | ---------------------------- | ---------------------------- | -------------- | ------------- | ------------ | ------------ |
| Schulterklappe          |                              |                              |                              |                              |                              |                |               |              |              |
| Dienstgrad              | Kryekapter                   | Kapter                       | Rreshter                     | Tetar                        | Nëntetar                     | Ushtar IV      | Ushtar III    | Ushtar II    | Ushtar I     |
| Dienstgrad (Bundeswehr) | Oberstabsfeldwebel           | Stabsfeldwebel               | Hauptfeldwebel               | Feldwebel                    | Unteroffizier                | Stabsgefreiter | Obergefreiter | Gefreiter    | Schütze      |
| NATO-Rangcode           | OR-9                         | OR-8                         | OR-7                         | OR-6                         | OR-5                         | OR-4           | OR-3          | OR-2         | OR-1         |

## Marine

### Offiziere
| Offiziere (Oficerët)    | Offiziere (Oficerët) | Offiziere (Oficerët) | Offiziere (Oficerët) | Offiziere (Oficerët) | Offiziere (Oficerët) | Offiziere (Oficerët) | Offiziere (Oficerët) | Offiziere (Oficerët) | Offiziere (Oficerët) | Offiziere (Oficerët) |
| Dienstgradgruppe        | Flaggoffiziere       | Flaggoffiziere       | Flaggoffiziere       | Stabsoffiziere       | Stabsoffiziere       | Stabsoffiziere       | Subalternoffiziere   | Subalternoffiziere   | Subalternoffiziere   |                      |
| ----------------------- | -------------------- | -------------------- | -------------------- | -------------------- | -------------------- | -------------------- | -------------------- | -------------------- | -------------------- | -------------------- |
| Schulterklappe          |                      |                      |                      |                      |                      |                      |                      |                      |                      |                      |
| Dienstgrad              | Admiral              | Nënadmiral           | Kundëradmiral        | Kapiten Rangut I     | Kapiten Rangut II    | Kapiten Rangut III   | Kapiten Leitnant     | Leitnant             | Nënleitnant          |                      |
| Dienstgrad (Bundeswehr) | Vizeadmiral          | Konteradmiral        | Flottillenadmiral    | Kapitän zur See      | Fregattenkapitän     | Korvettenkapitän     | Kapitänleutnant      | Oberleutnant zur See | Leutnant zur See     |                      |
| NATO-Rangcode           | OF-9                 | OF-8                 | OF-7                 | OF-6                 | OF-5                 | OF-4                 | OF-3                 | OF-2                 | OF-1                 | OF-1                 |

### Unteroffiziere und Mannschaften
| Dienstgradgruppe        | Unteroffiziere (Nënoficerët) | Unteroffiziere (Nënoficerët) | Unteroffiziere (Nënoficerët) | Unteroffiziere (Nënoficerët) | Unteroffiziere (Nënoficerët) | Mannschaften   | Mannschaften  | Mannschaften | Mannschaften |
| ----------------------- | ---------------------------- | ---------------------------- | ---------------------------- | ---------------------------- | ---------------------------- | -------------- | ------------- | ------------ | ------------ |
| Schulterklappe          |                              |                              |                              |                              |                              |                |               |              |              |
| Dienstgrad              | Kryekapter                   | Kapter                       | Rreshter                     | Tetar                        | Nëntetar                     | Detar IV       | Detar III     | Detar II     | Detar I      |
| Dienstgrad (Bundeswehr) | Oberstabsbootsmann           | Stabsbootsmann               | Hauptbootsmann               | Bootsmann                    | Unteroffizier                | Stabsgefreiter | Obergefreiter | Gefreiter    | Matrose      |
| NATO-Rangcode           | OR-9                         | OR-8                         | OR-7                         | OR-6                         | OR-5                         | OR-4           | OR-3          | OR-2         | OR-1         |

## Luftstreitkräfte

### Offiziere
| Offiziere (Oficerët)    | Offiziere (Oficerët)  | Offiziere (Oficerët)  | Offiziere (Oficerët)  | Offiziere (Oficerët)          | Offiziere (Oficerët)          | Offiziere (Oficerët)          | Offiziere (Oficerët)                         | Offiziere (Oficerët)                         | Offiziere (Oficerët)                         | Offiziere (Oficerët) |
| Dienstgradgruppe        | Generale (Gjeneralët) | Generale (Gjeneralët) | Generale (Gjeneralët) | Stabsoffiziere (Oficer Stafi) | Stabsoffiziere (Oficer Stafi) | Stabsoffiziere (Oficer Stafi) | Hauptleute / Leutnante (Kapitenët / Togerët) | Hauptleute / Leutnante (Kapitenët / Togerët) | Hauptleute / Leutnante (Kapitenët / Togerët) |                      |
| ----------------------- | --------------------- | --------------------- | --------------------- | ----------------------------- | ----------------------------- | ----------------------------- | -------------------------------------------- | -------------------------------------------- | -------------------------------------------- | -------------------- |
| Schulterklappe          |                       |                       |                       |                               |                               |                               |                                              |                                              |                                              |                      |
| Dienstgrad              | Gjeneral Lejtant      | Gjeneral Major        | Gjeneral Brigade      | Kolonel                       | Nënkolonel                    | Major                         | Kapiten                                      | Toger                                        | Nëntoger                                     |                      |
| Dienstgrad (Bundeswehr) | Generalleutnant       | Generalmajor          | Brigadegeneral        | Oberst                        | Oberstleutnant                | Major                         | Hauptmann                                    | Oberleutnant                                 | Leutnant                                     |                      |
| NATO-Rangcode           | OF-8                  | OF-7                  | OF-6                  | OF-5                          | OF-4                          | OF-3                          | OF-2                                         | OF-1                                         | OF-1                                         |                      |

### Unteroffiziere und Mannschaften
| Dienstgradgruppe        | Unteroffiziere (Nënoficerët) | Unteroffiziere (Nënoficerët) | Unteroffiziere (Nënoficerët) | Unteroffiziere (Nënoficerët) | Unteroffiziere (Nënoficerët) | Mannschaften   | Mannschaften  | Mannschaften | Mannschaften |
| ----------------------- | ---------------------------- | ---------------------------- | ---------------------------- | ---------------------------- | ---------------------------- | -------------- | ------------- | ------------ | ------------ |
| Schulterklappe          |                              |                              |                              |                              |                              |                |               |              |              |
| Dienstgrad              | Oberstabsfeldwebel           | Stabsfeldwebel               | Hauptfeldwebel               | Feldwebel                    | Unteroffizier                | Stabsgefreiter | Obergefreiter | Gefreiter    | Schütze      |
| Dienstgrad              | Kryekapter                   | Kapter                       | Rreshter                     | Tetar                        | Nëntetar                     | Ushtar IV      | Ushtar III    | Ushtar II    | Ushtar I     |
| Dienstgrad (Bundeswehr) | Oberstabsfeldwebel           | Stabsfeldwebel               | Hauptfeldwebel               | Feldwebel                    | Unteroffizier                | Stabsgefreiter | Obergefreiter | Gefreiter    | Flieger      |
| NATO-Rangcode           | OR-9                         | OR-8                         | OR-7                         | OR-6                         | OR-5                         | OR-4           | OR-3          | OR-2         | OR-1         |